# Frauenkirche (Latakia)
Die Frauenkirche oder Kathedrale Unserer Frau (arabisch كنيسة السيدة) ist die Kathedrale der Eparchie Latakia der Syrisch-Maronitischen Kirche in Latakia in Syrien.

## Standort
Die Kirche steht in der Innenstadt von Latakia an der nordwestlichen Ecke der Kreuzung der Jarmuk-Straße (شارع اليرموك) mit der Hananu-Straße (شارع هنانو).

## Geschichte
Die Errichtung der maronitischen Frauenkirche von Latakia steht in Verbindung mit der Gründung des Bistums Latakia. Bis in die 1970er Jahre gehörte Latakia mit dem westlichen Syrien zur im 17. Jahrhundert gegründeten Erzeparchie Tripoli mit Sitz in Tripoli (Libanon). Am 16. April richtete der Maronitische Patriarch von Antiochien und des ganzen Orients, Anton Peter Khoraiche, die Apostolische Administratur Latakia ein, die 1977 zum Bistum erhoben wurde. Die neue, im modernen Stil erbaute Kathedrale Unserer Frau an der Jarmuk-Straße wurde Kathedralkirche.

## Architektur
Die Kathedrale Unserer Frau ist aus Beton mit unregelmäßigem rechteckigem Grundriss errichtet worden. Der asymmetrische Glockenturm, auf dessen Spitze ein Tatzenkreuz sitzt, befindet sich an der südöstlichen Wand des Gebäudes.

## Bistum und Bischof
Die Kathedrale von Latakia ist Sitz der seit 1977 bestehenden maronitischen Eparchie Latakia (Archieparchia Laodicena Graecorum Melkitarum). Sie umfasst im Jahr 2013 etwa 45.000 Gläubige in 33 Parochien mit 29 Priestern. Eparch ist seit dem 18. April 2015 der am 12. Januar 1961 geborene Erzbischof Antoine Chbeir. Die Eparchie untersteht unmittelbar dem Maronitischen Patriarchen von Antiochien und des ganzen Orients in Bkerke, derzeit Bechara Boutros Rai. Die vier Kirchenprovinzen sind Tartus, Latakia, Hama und Homs.